# Campeonato Maranhense
Het Campeonato Maranhense is het staatskampioenschap voetbal van de Braziliaanse staat Maranhão. Maranhão is een van de noordelijkste staten en ligt in zijn geheel in het Amazonegebied. De zes miljoen inwoners wonen vrij geconcentreerd in een aantal grote en middelgrote steden. Pas in 1959 speelde voor het eerst een club in de hoogste divisie van buiten de hoofdstad São Luís.
Op nationaal niveau hebben de clubs uit deze staat nooit grote prijzen kunnen pakken en hebben zij hun verblijf in de hoogste twee divisies nooit blijvend kunnen maken. Alleen Sampaio Corrêa heeft het kampioenschap van de Série C achter haar naam staan. De competitie staat in de middenmoot op de CBF-ranking. In 2016 zakte de club van de vijftiende naar de zestiende plaats, maar kon dat na één seizoen weer rechtzetten. De staat mag twee teams afvaardigen naar de nationale Campeonato Brasileiro Série D, tot 2015 was dat nog maar één team. De statelijke bond FMF bepaalt welke teams dit zijn. Net zoals de andere Braziliaanse staatscompetities wil het opzet van de competitie in Maranhão nog weleens veranderen.

## Nationaal niveau
Bij de invoering van de eerste nationale competitie, de Taça Brasil in 1959, werd elk jaar de staatskampioen gestuurd. Moto Club en Sampaio Corrêa namen elk vier keer deel, Ferroviário en Maranhão elk één keer, geen van de clubs kon een rol van betekenis spelen. Bij het rivaliserende kampioenschap, Torneio Roberto Gomes Pedrosa (1967-1970), waaraan meerdere clubs uit de sterkere competities mochten deelnemen was er geen plaats voor de clubs uit Maranhão. Bij de start van de Série A was de staat er ook niet bij. Pas van 1973 tot 1986 mocht de staat elk jaar ten minste één deelnemer sturen. Sampaio Corrêa speelde acht seizoenen in de Série A, Moto Club zeven en Maranhão twee. Nadat de staat geen automatisch startticket meer had slaagde geen enkele club er nog in om in de Série A te spelen.
In de Série B speelden de voornoemde clubs plus Imperatriz. Sampaio Corrêa is koploper met veertien seizoenen gevolgd door Moto Club met dertien. Maranhão kon acht seizoenen in de Série B spelen, de laatste keer in 1991. Na dit seizoen kreeg de staat ook geen automatisch ticket meer voor de Série B. Moto Club kon nog van 1994 tot 1997 in de Série B spelen en Sampaio Corrêa van 1998 tot 2002 en opnieuw van 2014 tot 2016 en in 2018.
In de Série C speelden meerdere clubs en ook hier zijn Sampaio Corrêa en Moto Club de koplopers. Na de invoering van de Série D in 2009, werd het opzet van de Série C nu dat van de Série D waardoor de staat elk jaar twee deelnemers mag afleveren. Sampaio promoveerde in 2013 naar de Série C en kon na één jaar doorstoten naar de Série B. In 2016 kon Moto Club promoveren naar de Série C, maar degradeerde daar meteen. Imperatriz promoveerde in 2018 en hield het drie seizoenen vol.

## Winnaars
- 1918 Fênix
- 1919 Luso Brasileiro
- 1920 Luso Brasileiro
- 1921 Football Athletic Club
- 1922 Fênix
- 1923 Football Athletic Club
- 1924 Luso Brasileiro
- 1925 Luso Brasileiro
- 1926 Luso Brasileiro
- 1927 Luso Brasileiro
- 1928 Vasco da Gama
- 1929 niet gespeeld
- 1930 Sampaio Corrêa
- 1931 Sírio
- 1932 Tupan
- 1933 Sampaio Corrêa
- 1934 Sampaio Corrêa
- 1935 Tupan
- 1936 niet gespeeld
- 1937 Maranhão
- 1938 Tupan
- 1939 titel niet toegekend
- 1940 Sampaio Corrêa
- 1941 Maranhão
- 1942 Sampaio Corrêa
- 1943 Maranhão
- 1944 Moto Club
- 1945 Moto Club
- 1946 Moto Club
- 1947 Moto Club
- 1948 Moto Club
- 1949 Moto Club
- 1950 Moto Club
- 1951 Maranhão
- 1952 Vitória do Mar
- 1953 Sampaio Corrêa
- 1954 Sampaio Corrêa
- 1955 Moto Club
- 1956 Sampaio Corrêa
- 1957 Ferroviário
- 1958 Ferroviário
- 1959 Moto Club
- 1960 Moto Club
- 1961 Sampaio Corrêa
- 1962 Sampaio Corrêa
- 1963 Maranhão
- 1964 Sampaio Corrêa
- 1965 Sampaio Corrêa
- 1966 Moto Club
- 1967 Moto Club
- 1968 Moto Club
- 1969 Maranhão
- 1970 Maranhão
- 1971 Ferroviário
- 1972 Sampaio Corrêa
- 1973 Ferroviário
- 1974 Moto Club
- 1975 Sampaio Corrêa
- 1976 Sampaio Corrêa
- 1977 Moto Club
- 1978 Sampaio Corrêa
- 1979 Maranhão
- 1980 Sampaio Corrêa
- 1981 Moto Club
- 1982 Moto Club
- 1983 Moto Club
- 1984 Sampaio Corrêa
- 1985 Sampaio Corrêa
- 1986 Sampaio Corrêa
- 1987 Sampaio Corrêa
- 1988 Sampaio Corrêa
- 1989 Moto Club
- 1990 Sampaio Corrêa
- 1991 Sampaio Corrêa
- 1992 Sampaio Corrêa
- 1993 Maranhão
- 1994 Maranhão
- 1995 Maranhão
- 1996 Bacabal
- 1997 Sampaio Corrêa
- 1998 Sampaio Corrêa
- 1999 Maranhão
- 2000 Moto Club
- 2001 Moto Club
- 2002 Sampaio Corrêa
- 2003 Sampaio Corrêa
- 2004 Moto Club
- 2005 Imperatriz
- 2006 Moto Club
- 2007 Maranhão
- 2008 Moto Club
- 2009 JV Lideral
- 2010 Sampaio Corrêa
- 2011 Sampaio Corrêa
- 2012 Sampaio Corrêa
- 2013 Maranhão
- 2014 Sampaio Corrêa
- 2015 Imperatriz
- 2016 Moto Club
- 2017 Sampaio Corrêa
- 2018 Moto Club
- 2019 Imperatriz
- 2020 Sampaio Corrêa
- 2021 Sampaio Corrêa
- 2022 Sampaio Corrêa
- 2023 Maranhão
- 2024 Sampaio Corrêa

### Titels per club
| Club              | Stad       | Titels | Seizoenen |
| ----------------- | ---------- | ------ | --- |
| Sampaio Corrêa    | São Luís   | 37     | 1933, 1934, 1940, 1942, 1953, 1954, 1956, 1961, 1962, 1964, 1965, 1972, 1975, 1976, 1978, 1980, 1984, 1985, 1986, 1987, 1988, 1990, 1991, 1992, 1997, 1998, 2002, 2003, 2010, 2011, 2012, 2014, 2017, 2020, 2021, 2022, 2024 |
| Moto Club         | São Luís   | 26     | 1944, 1945, 1946, 1947, 1948, 1949, 1950, 1955, 1959, 1960, 1966, 1967, 1968, 1974, 1977, 1981, 1982, 1983, 1989, 2000, 2001, 2004, 2006, 2008, 2016, 2018                                                                   |
| Maranhão          | São Luís   | 16     | 1937, 1939 (1) , 1941, 1943, 1951, 1963, 1969, 1970, 1979, 1993, 1994, 1995, 1999, 2007, 2013, 2023 |
| Luso Brasileiro   | São Luís   | 8      | 1918, 1919, 1922, 1923, 1924, 1925, 1926, 1927 |
| Ferroviário       | São Luís   | 4      | 1957, 1958, 1971, 1973 |
| Tupan             | São Luís   | 3      | 1932, 1935, 1938 |
| Imperatriz        | Imperatriz | 3      | 2005, 2015, 2019 |
| Bacabal           | Bacabal    | 1      | 1996 |
| Football Athletic | São Luís   | 1      | 1920 |
| Fênix             | São Luís   | 1      | 1921 |
| Vasco da Gama     | São Luís   | 1      | 1928 |
| Sírio             | São Luís   | 1      | 1930 |
| Vitória do Mar    | São Luís   | 1      | 1952 |
| JV Lideral        | Imperatriz | 1      | 2009 |

 (1): De titel van 1939 wordt niet officieel erkend door de voetbalbond. 

## Eeuwige ranglijst
Vetgedrukt de clubs die in 2025 in de hoogste klasse spelen.
| Club                 | Stad                   | /104 | Periode (1918-1928, 1930, 1932-1935, 1937-1938, 1940-2025)    |
| -------------------- | ---------------------- | ---- | ------------------------------------------------------------- |
| Sampaio Corrêa       | São Luís               | 95   | 1926-1927, 1930, 1932-1935, 1937-1938, 1940-                  |
| Maranhão             | São Luís               | 87   | 1933-1935, 1937-1938, 1940-1996, 1998-2014, 2016-2020, 2023-  |
| Moto Club            | São Luís               | 83   | 1940-1950, 1952-2009, 2011-2012, 2014-                        |
| Imperatriz           | Imperatriz             | 41   | 1980-1990, 1993-2021, 2024-                                   |
| Vitória do Mar       | São Luís               | 41   | 1952-1962, 1965-1967, 1969-1994                               |
| Bacabal              | Bacabal                | 26   | 1975, 1977, 1990-2003, 2007-2014, 2018, 2021                  |
| Boa Vontade          | São Luís               | 22   | 1980-1994, 1998-2004                                          |
| Ferroviário          | São Luís               | 21   | 1954-1958, 1966-1978, 1998-2000                               |
| Expressinho          | São Luís               | 21   | 1980-1996, 2000-2002, 2015                                    |
| São José             | São Luís               | 18   | 1968-1985                                                     |
| Tupan                | São Luís               | 17   | 1926, 1930, 1932-1935, 1937-1938, 1940-1947, 1949             |
| SE Tupan             | São Luís               | 17   | 1976-1979, 1982-1994                                          |
| São José de Ribamar  | São José de Ribamar    | 16   | 2008-2023                                                     |
| Americano            | Bacabal                | 14   | 1986-1988, 1991, 1993, 1996, 1998-2000, 2005-2007, 2013, 2017 |
| Tocantins            | Imperatriz             | 14   | 1980-1990, 1997, 2001-2002                                    |
| Cordino              | Barra do Corda         | 13   | 2011-2020, 2022-2024                                          |
| Santa Quitéria       | Santa Quitéria         | 13   | 2006-2008, 2010-2019                                          |
| Pinheiro             | Pinheiro               | 11   | 1990-1993, 2019-                                              |
| Viana                | Viana                  | 10   | 1998-2004, 2010, 2012, 2025-                                  |
| Luso Brasileiro      | São Luís               | 10   | 1918-1919, 1921-1928                                          |
| Vasco da Gama        | São Luís               | 10   | 1918-1924, 1926-1928,                                         |
| Fênix                | São Luís               | 9    | 1918-1919, 1921-1924, 1926-1928                               |
| São Cristovão        | São Luís               | 9    | 1918, 1920, 1922, 1924, 1937-1938, 1940-1942                  |
| Nacional de São Luís | São Luís               | 8    | 1959-1966                                                     |
| AE Caxiense          | Caxias                 | 8    | 1993, 1996-1997, 1999, 2001-2004                              |
| Chapadinha           | Chapadinha             | 8    | 2003-2008, 2023-2024                                          |
| Football Athletic    | São Luís               | 7    | 1920-1921, 1923, 1940-1943                                    |
| América              | São Luís               | 7    | 1927, 1930, 1932-1935, 1944                                   |
| Graça Aranha         | São Luís               | 7    | 1959-1962, 1967-1968, 1971                                    |
| Sírio                | São Luís               | 6    | 1928, 1930, 1932-1935                                         |
| Santa Inês           | Santa Inês             | 6    | 2001-2006                                                     |
| IAPE                 | São Luís               | 6    | 2009-2011, 2021-2023, 2025-                                   |
| Anilense             | São Luís               | 5    | 1918-1920, 1921, 1930                                         |
| Diamante Negro       | São Luís               | 5    | 1925-1928, 1930                                               |
| Botafogo             | São Luís               | 5    | 1942, 1944-1946, 1959                                         |
| Santa Izabel         | São Luís               | 5    | 1945-1949                                                     |
| Ícaro                | São Luís               | 5    | 1963-1966, 1968-                                              |
| Nacional             | Santa Inês             | 5    | 2007-2011                                                     |
| Juventude            | São Mateus do Maranhão | 4    | 2006, 2020-2022                                               |
| Automóvel            | São Luís               | 4    | 1935, 1937-1938, 1940                                         |
| SE Caxiense          | Caxias                 | 4    | 1989-1991, 1994                                               |
| São Bento            | São Bento              | 4    | 2001-2004                                                     |
| Tuntum               | Tuntum                 | 3    | 2022, 2024-                                                   |
| Comerciário          | São Luís               | 3    | 2005-2007                                                     |
| Brasil               | São Luís               | 3    | 1918-1920                                                     |
| Tupy                 | São Luís               | 3    | 1927-1928, 1930                                               |
| Recife               | São Luís               | 3    | 1933-1935                                                     |
| Santos Dumont        | São Luís               | 3    | 1933-1934, 1944                                               |
| Balsas               | Balsas                 | 3    | 2013-2015                                                     |
| Araioses             | Araioses               | 3    | 2014-2016                                                     |
| Duque de Caxias      | Caxias                 | 3    | 1993-1995                                                     |
| Coroatá              | Coroatá                | 3    | 1994-1996                                                     |
| Pindaré              | Pindaré-Mirim          | 3    | 1998-2000                                                     |
| Santa Cruz           | São Luís               | 2    | 1922, 1925                                                    |
| Onze do Norte        | São Luís               | 2    | 1923-1924                                                     |
| Guarany              | São Luís               | 2    | 1924, 1926                                                    |
| Dublin               | São Luís               | 2    | 1925-1926                                                     |
| Bangu Foot-Ball Club | São Luís               | 2    | 1927-1928                                                     |
| Gurupy               | São Luís               | 2    | 1927-1928                                                     |
| Comercial            | São Luís               | 2    | 1932-1933                                                     |
| União                | São Luís               | 2    | 1932-1933                                                     |
| Itararé              | São Luís               | 2    | 1934-1935                                                     |
| Vera Cruz            | São Luís               | 2    | 1940-1941                                                     |
| Gonçalves Dias       | São Luís               | 2    | 1951-1952                                                     |
| Itinga               | Itinga do Maranhão     | 2    | 2008-2009                                                     |
| Açailândia           | Açailândia             | 2    | 1999-2000                                                     |
| JV Lideral           | Imperatriz             | 1    | 2009                                                          |
| Internacional        | São Luís               | 1    | 1920                                                          |
| Nacional             | São Luís               | 1    | 1920                                                          |
| Paysandu Maranhense  | São Luís               | 1    | 1923                                                          |
| Montevidéu           | São Luís               | 1    | 1935                                                          |
| Volante              | São Luís               | 1    | 1949                                                          |
| Juventude            | São Luís               | 1    | 1950                                                          |
| Flamengo             | São Luís               | 1    | 1953                                                          |
| General Sampaio      | São Luís               | 1    | 1953                                                          |
| Renner               | São Luís               | 1    | 1968                                                          |
| Falcão               | São Luís               | 1    | 2003                                                          |
| Sabiá                | Caxias                 | 1    | 2012                                                          |
| AA Caxiense          | Caxias                 | 1    | 1959                                                          |
| Caxias               | Caxias                 | 1    | 1978                                                          |
| Coelho Neto          | Coelho Neto            | 1    | 1992                                                          |
| Bangu                | Coroatá                | 1    | 1959                                                          |
| Porto Franco         | Porto Franco           | 1    | 1994                                                          |
| Codó                 | Codó                   | 1    | 1996                                                          |
| Ajax                 | Pindaré-Mirim          | 1    | 1980                                                          |

1. ↑  Sociedade Imperatriz de Desportos speelde tot 2000 als Sociedade Atlética Imperatriz
2. ↑  Juventude speelt tot 2017 Caxias